# Simone Ferrari
Simone Pietro Ferrari (Cernusco sul Naviglio, 28 marzo 1994) è un rugbista a 15 italiano, pilone del Benetton.

## Biografia
Cresciuto nelle giovanili dell'Amatori Milano dopo aver provato con risultati insoddisfacenti nel calcio, a 16 anni entrò nell'Accademia federale di Parma per l'ammissione alla quale dovette firmare un impegno a non recarsi all'estero nei due anni successivi al fine corso, il che gli precluse la possibilità di essere ingaggiato, nel 2012, dallo Stade français.
Fu a Mogliano nel 2013 poi, a fine stagione, decise di rompere il contratto con la squadra veneta e tornare nella sua città al Rugby Milano; nel 2015 fu di nuovo in Veneto al Benetton con cui esordì in Pro12 (con Mogliano aveva già disputato incontri in Europa in Challenge Cup).
Il C.T. della nazionale italiana Conor O'Shea fece debuttare Ferrari a Firenze nel secondo tempo di Italia-Sudafrica del 19 novembre 2016, incontro che l'Italia vinse per 20-18 e che costituì la prima vittoria di sempre contro una delle tre maggiori nazionali dell'Emisfero Sud; a causa di un infortunio non poté essere disponibile per il Sei Nazioni, tornando comunque a disposizione di O'Shea per il tour del Pacifico e Australia.
A livello internazionale fece parte della squadra italiana alla Coppa del Mondo 2019 in Giappone.